# 小峯つばさ
小峯 つばさ（こみね つばさ、10月16日 - ）は、日本の漫画家。愛知県出身。男性。主に成年向け漫画雑誌で活動している。他のペンネームに狐山 よしたか（こやま よしたか）、五割引 中（ごかついん なか）がある。孕ませ、妊婦フェティシズムをテーマとした作品が多い。

## 来歴
1986年、狐山よしたか名義の作品「モーニングプロジェクト」で第25回集英社赤塚賞準入選。1999年、同名義の作品「追懐の回廊」で第41回スーパージャンプマンガ大賞奨励賞受賞。この間、一般向け漫画雑誌に持ち込みを続けるも掲載には至らず、2000年頃より成年向け漫画に路線を変更。
2001年、『COMIC桃姫』（富士美出版）2001年8月号掲載の「快楽!青桜学園」で、五割引中として成人向け漫画雑誌デビュー。以後、同誌の他、大洋図書、ティーアイネット等が発行する成年向け漫画雑誌や、一水社発行の獣姦アンソロジー『獣forESSENTIAL』シリーズで作品を発表。
2005年頃から、小峯つばさのペンネームを使い始めており、出版社により使い分けている。2010年以降では、『コミックMUJIN』『BUSTER COMIC』（共にティーアイネット）で不定期に作品が掲載されている。

## 作品リスト

### 単行本
成人向け作品「五割引中」名義
- 『ゴー娘（〜五割引娘〜）』 大洋図書 〈ミリオンコミックス〉 2003年9月26日[6] ISBN 4-8130-0948-4（ISBN 978-4-8130-0948-1）
- 『できちゃう精飲式』 大洋図書 〈ミリオンコミックス〉 2004年7月26日[6] ISBN 4-8130-0970-0（ISBN 978-4-8130-0970-2）
- 『とりあえづ生中（なまなか）』 モエールパブリッシング 〈ももまんじるし〉 2005年8月27日[6] ISBN 4-903028-19-4（ISBN 978-4-9030-2819-4）
- 『こんな所で子宮服従するなんて…』 メディアックス〈MDコミックスNEO〉 2019年2月25日[7] ISBN 978-4-86674-570-1

成人向け作品「小峯つばさ」名義
- 『孕 -はら-』 ジェーシー出版 〈ジェーシーCOMICS〉 2006年7月27日[6] ISBN 4-901858-55-6（ISBN 978-4-9018-5855-7）
- 『子宮式』 ティーアイネット 〈MUJIN COMICS〉 2007年8月3日[6][8] ISBN 978-4-8877-4230-7
- 『排卵会』 ティーアイネット 〈MUJIN COMICS〉 2008年11月1日[6][9] ISBN 978-4-8877-4282-6
- 『SamenBreeder（ザーメンブリーダー）』 ティーアイネット 〈MUJIN COMICS〉 2010年1月4日[6][10] ISBN 978-4-8877-4334-2
- 『はじめての妊娠』 ティーアイネット 〈MUJIN COMICS〉 2011年6月30日[6][11] ISBN 978-4-8877-4399-1
- 『ザーメン・システム』 ティーアイネット 〈MUJIN COMICS〉 2012年9月7日[12] ISBN 978-4-8877-4446-2
- 『妊娠パラドックス』 ティーアイネット 〈MUJIN COMICS〉 2014年2月7日[13] ISBN 978-4-8877-4509-4
- 『交配 クロスブリーディング』 ティーアイネット 〈MUJIN COMICS〉 2015年6月5日[14] ISBN 978-4-8877-4563-6
- 『ぽっこりメイキング』 ティーアイネット 〈MUJIN COMICS〉 2016年8月5日[15] ISBN 978-4-8877-4618-3